# Konna ni mo
Singles de Dream
Darling
(5 novembre 2014) Blanket Snow
(18 novembre 2015)
Konna ni mo (こんなにも) est le vingt-quatrième single régulier du groupe de J-pop dream (en exceptant singles en indépendant et singles digitaux), et son troisième disque en tant que quatuor.

## Présentation
Le single physique sort le 11 février 2015 au Japon sous le label Rhythm Zone, trois mois après le précédent single physique du groupe, Darling. Il atteint la 3e place du classement Oricon. C'est le single du groupe le mieux classé, surpassant Darling et My Will classés 4e, mais il n'est cependant que son 14e single le mieux vendu, moins vendu que Darling et la plupart de ceux sortis de 2000 à 2003.
Il sort aussi en édition "CD+DVD" incluant un DVD contenant le clip vidéo de la chanson-titre et son making of, mais avec moins de pistes sur le CD car n'incluant qu'une des versions instrumentales. Il sort aussi en distribution limitée aux formats "One Coin CD" et "carte musicale", ne comportant qu'un titre mais ne coutant que 500 yen. Les quatre éditions ont des pochettes différentes.
Comme les quatre précédents singles physique du groupe, il contient dans sa version "CD seul" quatre chansons différentes et leurs versions instrumentales ; la version "CD+DVD" contient les quatre chansons et uniquement la version instrumentale de la chanson-titre Konna ni mo, tandis que les versions "One Coin CD" et "carte musicale" ne contiennent que la chanson-titre. Cette dernière était déjà sortie en téléchargement un mois auparavant, le 7 janvier, et est utilisée comme thème musical pour une publicité pour une attraction du parc Huis Ten Bosch. 

## Formation
- Erie Abe
- Aya Takamoto
- Ami Nakashima
- Shizuka Nishida

## Liste des titres
| 1. | Konna ni mo (こんなにも)                                                         |  |
| 2. | One First Kiss                                                                   |  |
| 3. | Hold On (HOLD ON)                                                                |  |
| 4. | Kibô no Hikari ~Kirari wo Shinjite~ (希望の光 ~奇跡を信じて~)                    |  |
| 5. | Konna ni mo (Instrumental) (こんなにも ...)                                      |  |
| 6. | One First Kiss (Instrumental)                                                    |  |
| 7. | Hold On (Instrumental) (HOLD ON ...)                                             |  |
| 8. | Kibô no Hikari ~Kirari wo Shinjite~ (Instrumental) (希望の光 ~奇跡を信じて~ ...) |  |

| 1. | Konna ni mo (こんなにも)                                      |  |
| 2. | One First Kiss                                                |  |
| 3. | Hold On (HOLD ON)                                             |  |
| 4. | Kibô no Hikari ~Kirari wo Shinjite~ (希望の光 ~奇跡を信じて~) |  |
| 5. | Konna ni mo (Instrumental) (こんなにも ...)                   |  |

| 1. | Konna ni mo (Video Clip) (こんなにも ; clip vidéo)                                        |  |
| 2. | Konna ni mo (Making Clip) (こんなにも ; making of)                                        |  |
| 3. | Kibô no Hikari ~Kirari wo Shinjite~ (Bonus Movie) (希望の光 ~奇跡を信じて~ ; vidéo bonus) |  |

| 1. | Konna ni mo (こんなにも) |  |